# Baker Boys
Baker Boys (tiếng Thái: รักของผม...ขนมของคุณ; RTGS: Rak Khong Phom Khanom Khong Khun; tạm dịch: Tình yêu của tôi... bánh ngọt của cậu) là một bộ phim truyền hình Thái Lan phát sóng năm 2021 với sự tham gia của Thanat Lowkhunsombat (Lee), Prachaya Ruangroj (Singto), Purim Rattanaruangwattana (Pluem) và Patara Eksangkul (Foei). Bộ phim được dựa trên bộ manga nổi tiếng tại Nhật Bản mang tên Antique Bakery (西洋 骨董 洋菓子店) của tác giả Yoshinaga Fumi, kể về bốn chàng trai cùng nhau vượt qua những thử thách trong cuộc đời cùng với đam mê làm bánh. Đây là bản Thái của bộ phim sau các bản chuyển thể trước của Nhật và Hàn.
Bộ phim được đạo diễn bởi Pannares Ruchirananta và sản xuất bởi GMMTV. Đây là một trong mười sáu dự án phim truyền hình trong năm 2021 được GMMTV giới thiệu trong sự kiện "GMMTV 2021 The New Decade Begins" vào ngày 3 tháng 12 năm 2020. Bộ phim được phát sóng vào lúc 20:30 (ICT), thứ Tư và thứ Năm trên GMM 25 và có mặt trên nền tảng AIS Play vào lúc 22:30 (ICT) cùng ngày, bắt đầu từ ngày 24 tháng 11 năm 2021. Trước đó, vào ngày 20 tháng 11 năm 2021, cùng với khung giờ trên, một tập đặc biệt mang tên "Sweet Day Tour บุกครัว Baker Boys" đã được phát sóng với nội dung chính là về hậu trường của phim. Bộ phim kết thúc vào ngày 30 tháng 12 năm 2021.

## Nội dung
Weir (Prachaya Ruangroj) là một thợ làm bánh trẻ, đầy nhiệt huyết và luôn cố gắng để có được sự chú ý của khách hàng và những người chủ tiệm bánh. Sau khi mất việc cũ, anh nộp đơn xin việc vào Sweet Day, một a tiệm bánh hạng sang với chủ sở hữu là Punn (Thanat Lowkhunsombat), quý tử của một doanh nhân giàu có. Punn có một sự việc trong quá khứ khiến anh không thích ăn bánh ngọt. Anh bắt đầu mở tiệm bánh để thu hút sự chú ý của những khách hàng nữ. Punn nhận Weir ngay sau khi xem hồ sơ của anh ấy. Nhưng lại có một vấn đề đó là Weir không thích phụ nữ. Punn đành phải nhận sự giúp đỡ của Krathing (Purim Rattanaruangwattana), một cựu VĐV quyền anh, người đã giải nghệ do mắc bệnh.
Punn không ưa những người phiền phức như Krathing, nhưng anh lại không có lựa chọn nào khác vì Krathing sở hữu sự nhạy bén về giác quan, thứ mà Weir đang cần. Trong khi Sweet Day bắt đầu thu hút được nhiều khách hàng hơn, hình ảnh của quán bắt đầu chịu ảnh hưởng bởi một vụ bắt cóc trẻ em. Bằng chứng duy nhất mà kẻ bắt cóc để lại chính là vỏ bọc bánh của Sweet Day. Mone (Juthapich Indrajundra), một nhà báo mạng nổi tiếng, bí mật điều tra về quán, cô tin rằng kẻ bắt cóc đang dần hiện hữu trong đây. Mone nhìn thấy một kẻ tình nghi đeo kính đen cứ lảng vảng quanh tiệm, hoá ra đó lại là Pooh (Patara Eksangkul), vệ sĩ riêng của Punn, anh có vẻ ngoài đáng sợ nhưng lại hèn nhát, anh luôn có mặt mọi nơi để dõi theo và chăm sóc cậu chủ của mình.
Punn không còn cách nào khác ngoài thuê Pooh làm bồi bàn để tránh sự hiểu lầm. Điều này đánh dấu sự bắt đầu của nỗ lực quản lý tiệm bánh đầy nhiệt huyết và giải quyết vụ án của họ. Họ sẽ phải đối mặt với rất nhiều vấn đề trên suốt chặng đường, cả nhân viên và chủ quán. Mối quan hệ đầy biến động của họ sẽ ra sao?

## Diễn viên
Dưới đây là dàn diễn viên của bộ phim:

### Diễn viên chính
- Thanat Lowkhunsombat (Lee) vai Punn - Chủ tiệm bánh Sweet Day, khu vực tình cờ liên quan đến vụ bắt cóc trẻ em
- Prachaya Ruangroj (Singto) vai Weir - Thợ bánh được thuê bởi Punn
- Purim Rattanaruangwattana (Pluem) vai Krathing - Cựu VĐV quyền anh nghỉ do gặp bệnh, anh được Punn thuê làm phục vụ cho quán và được thử việc trong 3 tháng
- Patara Eksangkul (Foei) vai Pooh - Vệ sĩ của Punn đã vô tình khiến cho Krathing và Mone nghi rằng là hung thủ của vụ bắt cóc trẻ em

### Diễn viên phụ
- Juthapich Indrajundra (Jamie) vai Mone - Một thám tử mạng đang điều tra về vụ bắt cóc trẻ em cùng với bố mẹ cô
- Oliver Pupart (An) vai Manop - bố của Mone và ông là một phóng viên
- Apasiri Nitibhon (Um) vai Roci - mẹ của Mone và bà là một phóng viên
- Athiwat Sanitwong Na Ayutthaya (Ton) vai Chok
- Khoo Pei-Cong (Wave) vai Jean
- Akkarin Akaranithimetrath (Joke) vai Tert
- Kulteera Yordchang (Unda) vai Piglet
- Phromphiriya Thongputtaruk (Papang) vai Toomtam
- Neen Suwanamas vai Im-em
- Phatchatorn Thanawat (Ployphach) vai View
- Chotirot Kaewpinit (Sobee) vai Nuan
- Kalaya Lerdkasemsap (Ngek) vai mẹ của Weir
- Chatchawit Techarukpong (Victor) vai Pop

### Khách mời
- Thanaboon Wanlopsirinun (Na) vai MC Sweetest Shop (tập 4, 5, 10)
- Noppharnach Chaiwimol (Backaof) vai khách tại quán (tập 5)
- Tichakorn Phukhaotong (Jojo) vai khách tại quán (tập 5)
- Chinnarat Siriphongchawalit (Mike) vai thầy Noom (tập 9)

## Đón nhận

### Rating truyền hình Thái Lan
- Trong bảng dưới đây, màu xanh biểu thị rating thấp nhất và màu đỏ biểu thị rating cao nhất.

| Tập        | Khung giờ (UTC+07:00)   | Ngày phát sóng                     | Tỷ lệ rating trung bình | Ref.  |
| ---------- | ----------------------- | ---------------------------------- | ----------------------- | ----- |
| 1          | Thứ Tư - Thứ Năm, 20:30 | 24 tháng 11 năm 2021               | 0.135%                  | [ 6 ] |
| 2          | 25 tháng 11 năm 2021    | 0.107%                             | [ 7 ]                   |       |
| 3          | 1 tháng 12 năm 2021     | 0.084%                             | [ 8 ]                   |       |
| 4          | 2 tháng 12 năm 2021     | 0.034%                             | [ 9 ]                   |       |
| 5          | 8 tháng 12 năm 2021     | 0.078%                             | [ 10 ]                  |       |
| 6          | 9 tháng 12 năm 2021     | 0.075%                             | [ 11 ]                  |       |
| 7          | 15 tháng 12 năm 2021    | 0.131%                             | [ 12 ]                  |       |
| 8          | 16 tháng 12 năm 2021    | 0.042%                             | [ 13 ]                  |       |
| 9          | 22 tháng 12 năm 2021    | 0.090%                             | [ 14 ]                  |       |
| 10         | 23 tháng 12 năm 2021    | 0.093%                             | [ 15 ]                  |       |
| 11         | 29 tháng 12 năm 2021    | [ chưa xác định ] [ cần cập nhật ] |                         |       |
| 12         | 30 tháng 12 năm 2021    | [ chưa xác định ] [ cần cập nhật ] |                         |       |
| Trung bình | Trung bình              | Trung bình                         | — 1                     | — 1   |

^1  Dựa trên tỷ lệ rating trung bình mỗi tập.

## Nhạc phim
| Tên bài hát    | Thể hiện | Ref.   |
| -------------- | --- | ------ |
| Sweet Day      | Thanat Lowkhunsombat (Lee) Prachaya Ruangroj (Singto) Purim Rattanaruangwattana (Pluem) Patara Eksangkul (Foei) | [ 16 ] |
| Wating for You | Thanat Lowkhunsombat (Lee)                                                                                      | [ 17 ] |

## Phát sóng tại nước ngoài
- Philippines – Bộ phim nằm trong 5 bộ phim mới nhất của GMMTV được ABS-CBN Corporation mua lại, sau sự thành công của 8 bộ phim đã mua bản quyền trước đó từ GMMTV. Thông báo được đưa ra bởi Dreamscape Entertainment vào ngày 28 tháng 6 năm 2021.[18] Bắt đầu từ ngày 24 tháng 11 năm 2021, tất cả các tập với phụ đề tiếng Anh sẽ được phát hành trên iWantTFC, đồng thời với Thái Lan.[19] The streaming platform first released the Filipino-dubbed version for the first episode on 30 November 2021, with other episodes in succeeding dates.[20]